# 銀色、遥か
『銀色、遥か』（ぎんいろ、はるか）は、2016年8月26日に発売されたWindows用18禁恋愛アドベンチャーゲーム。『初恋1/1』『星織ユメミライ』に続くtone work'sの3作目でシナリオは10年に渡る恋物語を「中学編」「学園編」「アフター編」の3部構成で描く。

## あらすじ
中学生の主人公は5人のヒロイン達と出会い、10年間にわたり徐々に絆を深めていく。

## 登場人物
新見 雪兎（にいみ ゆきと）
本作の主人公である男性。名前は変更が可能である。
ベスリー・ローズ・ディズリー
声：橘まお
蒼井 雛多（あおい ひなた）
声：柳ひとみ
名白 椛（なしろ もみじ）
声：鈴谷まや
如月 瑞羽（きさらぎ みずは）
声：風音
新見 雪月（にいみ ゆづき）
声：くすはらゆい
雪兎の義妹。

## 制作

### キャスティング
主人公の義妹・雪月の役には、『星織ユメミライ』で鳴沢律佳の妹・めぐるを演じたくすはらゆいが起用された。ただし、白矢たつきはげっちゅブログに寄せたコメントの中で、雪月はめぐるとは違うタイプの妹だと述べている。

## 主題歌
主題歌「銀色、遥か」
作詞 - 丘野塔也 / 作曲・編曲 - どんまる、竹下智博 / 歌 - Ceui
ベスリー・ローズ・ディズリーイメージソング「COLORFUL WORLD」
作詞 - 丘野塔也 / 作曲・編曲 - 中沢伴行（I've） / 歌 - 川田まみ
ベスリー・ローズ・ディズリーエンディングテーマ「happiness.」
作詞 - 丘野塔也 / 作曲・編曲 - 中沢伴行（I've） / 歌 - 川田まみ
蒼井雛多イメージソング「Dreamy Dreamy」
作詞 - 魁 / 作曲・編曲 - 竹下智博 / 歌 - Kicco
蒼井雛多エンディングテーマ「ヒマワリ」
作詞 - 魁 / 作曲・編曲 - 竹下智博 / 歌 - Kicco
名白椛イメージソング「コイイロセカイ」
作詞 - にっし〜 / 作曲・編曲 - Meis Clauson / 歌 - Duca
名白椛エンディングテーマ「beloved story」
作詞 - にっし〜 / 作曲・編曲 - Meis Clauson / 歌 - Duca
如月瑞羽イメージソング「はじまりのキモチ」
作詞 - 白矢たつき / 作曲・編曲 - MANYO / 歌 - 美郷あき
如月瑞羽エンディングテーマ「キミがくれた翼」
作詞 - 白矢たつき / 作曲・編曲 - MANYO / 歌 - 美郷あき
新見雪月イメージソング「雪の音色」
作詞 - 真崎ジーノ / 作曲・編曲 - どんまる / 歌 - 佐咲紗花
新見雪月エンディングテーマ「Sweet Wish」
作詞 - 丘野塔也 / 作曲・編曲 - どんまる / 歌 - 佐咲紗花
挿入歌「夢の季節へ」
作詞 - 魁 / 作曲・編曲 - どんまる / 歌 - 真里歌

## 反響

### 批評
アダルトゲーム専門誌『BugBug』2016年10月号に本作のレビューが掲載されている。レビュアーの「黒い白馬」は、本作では物語の開始点が中学時代となっていることについて、中学生と明記した場合エッチシーンが描けないアダルトゲームでは極めて珍しいと指摘している。その反面で、知り合って親交を育み、告白してカップルとなるまでの過程が丁寧に描かれるため、主人公らの恋愛感情に説得力が生まれたと分析している。中学時代には各ヒロインの将来の夢への伏線もはられ、この点も巧みであったと評している。学園編ではプール・ハロウィン・クリスマス・初詣などと季節のイベントが目白押しであり、「黒い白馬」は物語の期間が10年と非常に長いからこそであるとしている。また、ストーリー重視の作品でありながらエッチシーンが充実している点にも注意を向けている。エッチシーンはヒロインひとりあたり9 - 11、作品合計で50以上もあり、マニアックな状況のものも多いため、実用性が高いと評価している。
「黒い白馬」が特に気に入ったのはベスリールートであったという。アフター編では学園を卒業した主人公がカナダに留学し、ベスリーと国際結婚することになる。国際結婚の手続きやビザの取得、日本とカナダのどちらで就職するかなど、しっかりと描かれたリアルな過程が素晴らしかったと賞賛している。

## 関連商品
- 『銀色、遥か Vocal Collection』（2016年、TWCD-0013）[5]